# The Unspoken King
The Unspoken King är det kanadensiska technical death metal-bandet Cryptopsys sjätte studioalbum, utgivet i maj 2008 på Century Media Records och i Japan på Victor i juli samma år.
Skivan är bandets första med vokalisten Matt McGachy och gitarristen Christian Donaldson. Den senare producerade även albumet. Gitarristen Alex Auburn och basisten Éric Langlois gör här sina sista framträdanden med Cryptopsy. The Unspoken King är också den enda skivan där bandet använder sig av en keyboardist.
Albumet möttes bitvis av hård kritik, då bandet börjat infoga tydliga deathcoreinfluenser i musiken. Andra var dock positivare, och vissa låg mitt emellan.
En musikvideo spelades in till "Worship Your Demons".

## Låtlista
1. "Worship Your Demons" – 2:12
2. "The Headsmen" – 5:14
3. "Silence the Tyrants" – 4:09
4. "Bemoan the Martyr" – 4:10
5. "Leach" – 4:48
6. "The Plagued" – 4:09
7. "Resurgence of an Empire" – 4:40
8. "Anoint the Dead" – 3:19
9. "Contemplate Regicide" – 5:29
10. "Bound Dead" – 6:26
11. "(Exit) The Few" – 2:31

Bonusspår på japanska utgåvan
1. "Oh My Fucking God" (Strapping Young Lad-cover) – 3:30

## Medverkande
Musiker
- Matt McGachy – sång
- Alex Auburn – gitarr, sång
- Christian Donaldson – gitarr
- Éric Langlois – basgitarr
- Maggie Durand – keyboard
- Flo Mounier – trummor, bakgrundssång

Bidragande musiker
- Gabriel McCaughry – sång
- Youri Raymond – bakgrundssång

Produktion
- Christian Donaldson – producent, inspelningstekniker, mixning
- Jeff Fortin – inspelningstekniker
- Bernard Belley – mastering
- Jeik Dion – albumkonst, design
- Ginger Kunita – textöversättning